# آنگنیه‌تا فلتسکوگ
آنگنیه‌تا اُسه فِلْتْسْکوگ (سوئدی: Agnetha Åse Fältskog)، معروف به آنگنیه‌تا فِلْتْسْکوگ (Agnetha Fältskog؛‏ تلفظ سوئدی: [aŋˈnêːta ˈfɛ̂ltskuːɡ] ()؛ ‏ زادهٔ ۵ آوریل ۱۹۵۰) خوانندهٔ سابق گروه موسیقی آبا است. فلتسکوگ، بعد از منحل شدن گروه آبا، به کار خود ادامه داد و چندین آلبوم منتشر کرد.